# Стефани Сент Клер
Стефани Сент Клер (енгл. Stephanie St. Clair; Мартиник, 1886 — Њујорк, 1969) била је француска црнкиња.
Године 1912, емигрирала је у Сједињене Америчке Државе, а 1922. је почетним капиталом од 10.000 долара приредила противзакониту лутрију у Харлему. У Менхетну је била позната под надимком Краљица, али становници Харлема су је из поштовања звали Мадам Сент Клер. У почетку је сарађивала са бандом 40 разбојника, али се убрзо осамосталила и организовала један од највећих коцкарских бизниса у Њујорку.

## Територијални рат са мафијом
После Велике депресије и прохибиције, белачки гангстери су осетили пад у својим приходима, па су одлучили да се укључе у харлемску противзакониту коцкарску сцену како би надокнадили новчане губитке. Моћни мафијаш Дач Шулц силом се умешао у ту криминалну делатност премлаћујући и убијајући људе који су били оператери противзаконитих коцки у граду.
Краљица и њен главни сарадник Елсворт „Квргави” Џонсон одбили су да попусте пред захтевима и притисцима Дача Шулца, али их је талас насиља (полицијског) и гангстерски рат све више слабио. Жалила је се локалним властима због малтретирања које јој причињава полиција, али пошто власти на то нису обраћали пажњу она је почела да издаје огласе у харлемским новинама, оптужујући полицијске старешине за корупцију. Полиција је на то одговорила ухапсивши је на основу лажних исказа, онда је она сведочила пред истражном комисијом за корупцију о новцу којим их је она подмитила. Комисија је после тога отпустила више од десетине полицајаца.
Ипак, територијални рат је настављен, и евентуално је Квргави Џонсон, пришао Лакију Лућијану, и испословао себи позицију њиховог (мафијашког) човека који је требало да надгледа црначке оператере противзаконитих коцки и кладионичаре (људи који се баве примањем опклада и давањем добитака). Квргави Џонсон је дошао до Стефани Сент Клер и покушао да је убеди да му се придружи. Она је то одбила, али је Квргави и даље давао све од себе да покуша да убеди и заштити своју бившу шефицу све док обоје нису схватили да се више не вреди опирати, и заједно су успели да склопе мир са Шулцом. Краљици је допуштено да живи све док буде плаћала „одређени данак” Италијанима.
Дач Шулц је касније убијен по наређењу Лакија Лућијана 1935. Краљица није имала ништа са његовим убиством, али запамћен је њен телеграм који му је послала у болницу. Гласио је, „Како сејеш, тако ћеш и пожњети.” Ова порука је испунила наслове новина широм земље.